# Köşkönü
Köşkönü (kurd. Pişkesir oder Piştkesir) ist ein Dorf im Landkreis Yüksekova der türkischen Provinz Hakkâri. Köşkönü liegt in Ostanatolien auf 1700 m über dem Meeresspiegel, ca. 40 km südwestlich von Yüksekova.
Der frühere Name Pişkesir ist beim Katasteramt registriert. Die Umbenennung erfolgte vor 1967. Bei den Auseinandersetzungen zwischen PKK und Sicherheitskräften wurde ein Teil des Dorfes 1994 niedergebrannt. 2007 fiel Vieh von Dorfbewohnern den Auseinandersetzungen zum Opfer.
1985 lebten 460 Menschen in Köşkönü. 2009 hatte die Ortschaft 373 Einwohner. Zu Köşkönü gehören die Weiler Ahırlar, Dağdibi, Erbaş und Kurucak. 